# Wolfgang Kleinsteuber
Wolfgang Kleinsteuber (* 1944 in Benshausen; † 2012 in Berlin) war ein deutscher Maler und Bildhauer. Er war auch unter seinem Künstlernamen Wolf van Roy bekannt.

## Leben und Werk

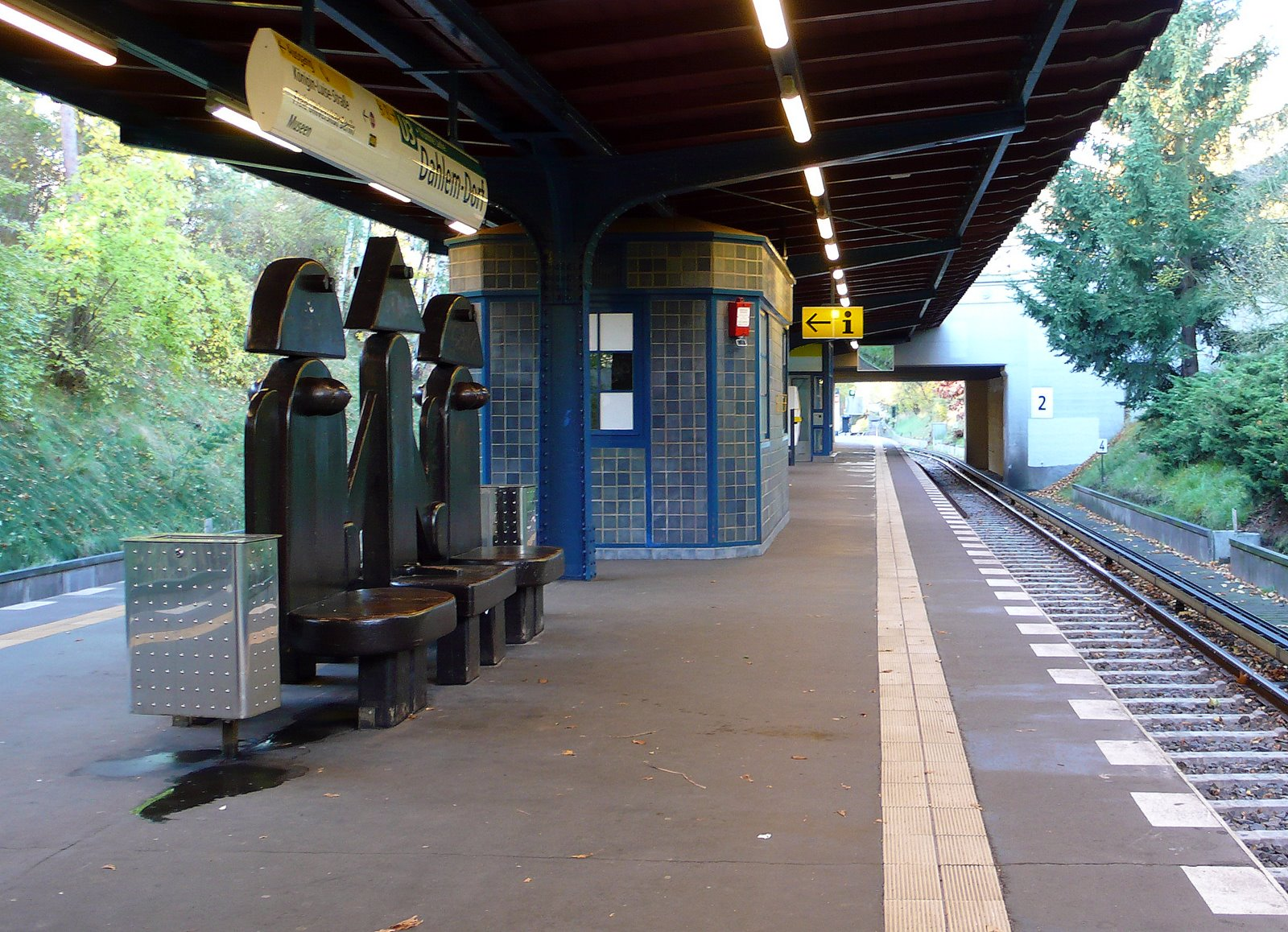
Sitzgruppe Liebespaare auf dem U-Bahnhof Dahlem

Kleinsteuber wuchs in Thüringen auf und floh 1958 aus der DDR. Er studierte von 1959 bis 1962 an der Fachschule für angewandte Kunst/Rhön Holzbildhauerei und von 1963 bis 1969 an der Akademie der bildenden Künste in München als Meisterschüler von Georg Brenninger (1909–1988) Bildhauerei und Architektur. Er lebte und arbeitete seit 1970 in Berlin.
In den 1970er Jahren war er als Kunsterzieher tätig. Er griff in seinem Schaffen Motive außereuropäischer und antiker Kunst auf. Weitere Arbeitsbereiche waren visuelle Poesie und Neopaganismus. Objekte Kleinsteubers befinden sich in öffentlichen und privaten Sammlungen und insbesondere an öffentlichen Plätzen in Berlin. Zu seinen Hauptwerken zählen hier die in den 1970er Jahren geschaffene Skulptur St. Hildegard in der Katholischen Schule Sankt Hildegard, Berlin und die in den 1980er Jahren geschaffenen Raumskulpturen in den Bahnhöfen von Lichterfelde West (Flora) und Dahlem Dorf (Liebespaare) in Berlin. Letztere orientieren sich an den Ahnenstatuen der westafrikanischen Dogon und schufen so eine Verbindung zu den Sammlungen des damals unweit des U-Bahnhofs gelegenen Museums für Ethnologie.
Ferner arbeitete Kleinsteuber in dem von ihm gegründeten „offenen Atelier“ regelmäßig mit verschiedenen Künstlern aus unterschiedlichen Bereichen zusammen, u. a. mit Joachim Walther. Er war auch als Illustrator tätig. Er bewohnte die historische Wüllenweber-Villa in Lichterfelde, die er als Museum für zeitgenössische Kunst betrieb, wie von der Stifterin Hildegard Wüllenweber-Pechstein (1920–1993), der Nichte von Max Pechstein, verfügt. Wüllenweber und Kleinsteuber waren die Gründer der Bürgerinitiative Schwarze Rose, der es zu verdanken ist, dass die Villenkolonie in Lichterfelde West zum geschützten Baubereich erklärt wurde.
Kleinsteuber verstarb 2012 in seiner Berliner Villa. Er wurde auf dem Parkfriedhof Lichterfelde beerdigt. Die Trauerrede hielt Christian Gizewski.
Eine Bürgerinitiative um Nils Seethaler setzt sich seit 2022 für die Sanierung und Neuaufstellung der von Kleinsteuber für den Bahnhof Berlin-Lichterfelde West geschaffenen Skulptur „Flora von Lichterfelde“ ein, die zwischenzeitlich ausgelagert wurde.

## Öffentliche Aufträge
- Sitzgruppen Liebespaare auf dem U-Bahnhof Dahlem (1984)
- Skulptur Flora im S-Bahnhof Lichterfelde West (1985)
- Skulptur St. Hildegard in der St. Hildegard Schule Berlin (1979)